# Phong Châu
Phong Châu (峯州) hay bộ Văn Lang (文郎) là kinh đô của nhà nước Văn Lang. Vị trí của kinh đô này nằm trải từ thành phố Việt Trì ngày nay cho tới khu vực Đền Hùng thuộc huyện Lâm Thao, tỉnh Phú Thọ.

## Vị trí
Do thời Hùng Vương các tư liệu lịch sử để lại rất ít, các di tích khảo cổ cũng chưa được phát hiện nhiều cho nên tới nay, người ta vẫn chưa xác định được chính xác vị trí đặt kinh thành thời Hùng Vương.
Nhiều ý kiến cho rằng kinh đô thời này, nằm giữa khoảng từ thành phố Việt Trì ngày nay cho tới khu vực Đền Hùng thuộc huyện Lâm Thao, tỉnh Phú Thọ do Kiều Công Hãn sau này tiếp tục làm Thứ sử Phong Châu sử dụng. Những phát hiện khảo cổ tại Làng Cả (phường Thọ Sơn, thành phố Việt Trì) cuối năm 2005 cho thấy nhiều khả năng địa điểm này xưa kia chính là kinh đô Phong Châu.
Thời Loạn 12 sứ quân, Phong Châu là một trong 12 căn cứ lỵ sở quân sự của sứ quân, đây là nơi đóng quân của sứ quân Kiều Công Hãn.